# Dżurin
Dżurin (arab. جورين) – miejscowość w Syrii, w muhafazie Hama. W 2004 roku liczyła 2326 mieszkańców.